# Hala Legionów
Die Hala Legionów ist eine Mehrzweckhalle in der polnischen Stadt Kielce (deutsch Kjelzy), Hauptstadt der Woiwodschaft Heiligkreuz, im Südosten des Landes. Sie ist die Heimspielstätte des Handballvereins KS Kielce aus der PGNiG Superliga Mężczyzn, dem Serienmeister seit der Saison 2011/12. Bis zur Auflösung 2019 war der Volleyballclub Buskowianka Kielce in der Halle beheimatet. Die Anlage ist im Besitz der Stadt und wird vom MOSiR Kielce (Miejski Ośrodek Sportu i Rekreacji Kielce, deutsch Städtisches Sport- und Freizeitzentrum Kielce) betrieben.

## Geschichte
Die Halle gehört zu einem Komplex mit dem Leichtathletikstadion Stadion Lekkoatletyczny MOSiR Kielce und einem Hotel. Daneben liegt ein Parkanlage namens Park Baranowski mit Schlepplift auf die Bergspitze. Der Aquapark "Tropical Pools" befindet sich 300 Meter von der Halle entfernt. Am 11. April 2005 begann die Errichtung der Sport- und Veranstaltungshalle. Rund 16 Monate später, am 25. August 2006, konnte die Hala Legionów eingeweiht werden. Im Oktober 2003 sollten die Baukosten nicht höher als 15 Mio. PLN (rund 3,22 Mio. Euro) sein. Den Zuschauern bieten sich 3000 festinstallierte Sitzplätze. 300 zusätzliche Sitzplätze bietet ein ausziehbare Teleskoptribüne. Durch 900 Sitzplätze im Innenraum finden maximal 4200 Besucher Platz in der Halle. Das Spielfeld aus Eichenholz-Parkett misst 55 × 38 m. Die Halle ist neben dem Handball und Volleyball bspw. für Futsal, Basketball, Boxen, Judo, Billard oder Tennis geeignet. Ein anderer Teil der Halle ist mit einer 75 m langen Kunststoffbahn mit vier Spuren sowie Anlagen für Stabhoch-, Hoch- und Weitsprung ausgestattet. Des Weiteren stehen ein Fitnessraum, Tagungs- sowie Banketträume sowie Umkleiden für Spieler und Schiedsrichter und ein Gerätelager zur Verfügung. Die Halle ist voll klimatisiert und verfügt über eine Videoüberwachungsanlage mit 69 Überwachungskameras. Die Hallenbeleuchtung ermöglicht hochauflösende Fernsehübertragungen. Für die Pressevertreter stehen 18 Plätze bereit. Die Halle ist auch Veranstaltungsort für Konzerte.
Es ist geplant, die Halle auf 6000 m² zu erweitern. Im Herbst 2019 reichte die Stadt zwei Anträge ein. Der eine für die Halle und ein weiterer für eine Fußballakademie mit mehreren Spielfeldern. Im Juli 2021 gab es die Zusage des Ministeriums für Kultur, nationales Erbe und Sport für die Hälfte der Investitionssumme von 28,25 Mio. PLN (rund sechs Mio. Euro) zum Ausbau der Halle. Insgesamt plant man mit 56,5 Mio. PLN (etwa 12 Mio. Euro). Es soll u. a. eine Nordtribüne entstehen. Um weiteren Platz zu schaffen, soll das Spielfeld abgesenkt werden. Außerdem soll es eine neue V.I.P.-Zone mit Sanitär- und Garderobenbereich, einen neuen Technikraum, ein Foyer und einen Medienraum geben.
Ende Februar 2022 kündigte die Stadt eine Ausschreibung für den Erweiterungsbau an. Die Halle soll den Anforderungen der Verbände EHF und IHF angepasst werden. Auch der Zugang für behinderte Besucher soll verbessert werden. Nach der Erweiterung soll die Hala Legionów 6022 Plätze bieten. Der Abgabetermin für das Angebot war am 9. März 2022. Ende März wurde das Architekturbüro Demiurg Project für den Entwurf der Erweiterung ausgewählt. Die Kosten für das Angebot sollen 982.000 PLN betragen. Dies sind 82.000 PLN mehr als die Stadt eingeplant hatte. Die Kosten für das Konkurrenzangebot lagen bei 1,6 Mio. PLN. Wenn der Entwurf vorliegt, soll der Umbau selbst ein Jahr dauern.

## Galerie

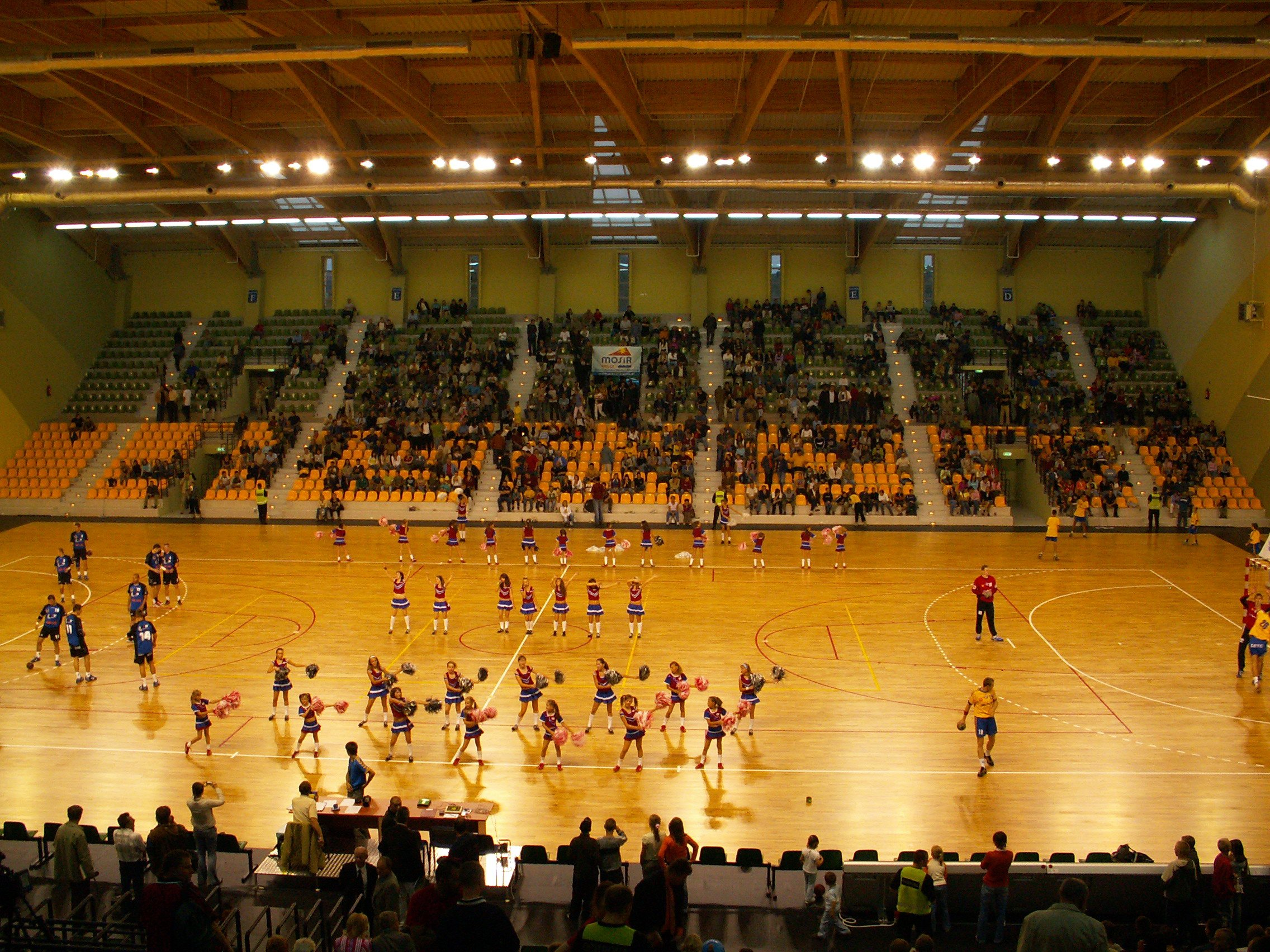
Der Innenraum im September 2006
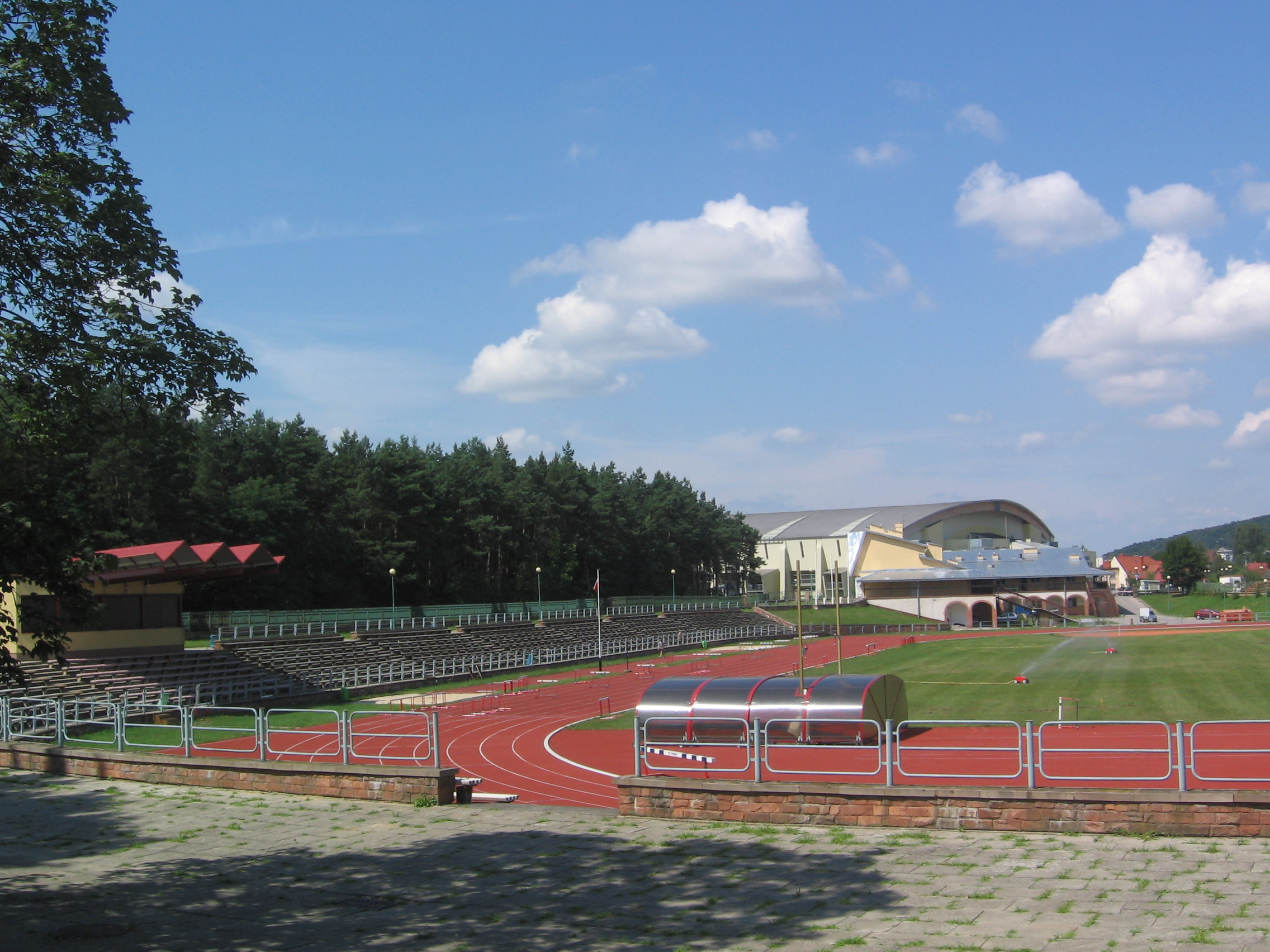
Blick vom Stadion Lekkoatletyczny MOSiR Kielce auf die Halle (August 2010)